# Majere
Majere (in ungherese Ómajor, in tedesco Oberschwaben) è un comune della Slovacchia facente parte del distretto di Kežmarok, nella regione di Prešov.